# Osternbach
Osternbach (auch Osterbach) ist eine vollständige Ortswüstung bei Bürg, einem Ortsteil von Neuenstadt am Kocher im Landkreis Heilbronn im nördlichen Baden-Württemberg.

## Lage
Osternbach lag im Norden der Gemarkung von Bürg, nördlich des Hösslinshofes.

## Geschichte
Osterbach wurde 1313 als weinsbergisches Lehen erstmals erwähnt. 1382 trat der Würzburger Domherr Konrad von Weinsberg den Ort an seinen Bruder Engelhard ab. Engelhard und Konrad von Weinsberg traten den Zehnt in Osterbach 1410 an Heinz Peter von Eberstadt ab. Weitere Rechte am Ort besaßen der Deutsche Orden, der Pfarrer von Kochertürn und das Kloster Schöntal. Am Ort befand sich einst ein Kloster, das im Bauernkrieg 1525 zerstört worden sein soll. Die beiden letzten Vorsteherinnen des Klosters starben kurz hintereinander im selben Jahr 1547 und wurden in der Kirche von Kochertürn bestattet, wo sie einen gemeinsamen Grabstein erhielten.